# Pseudanostirus
Pseudanostirus är ett släkte av skalbaggar som beskrevs av Vladimir Gdalovich Dolin 1964. Pseudanostirus ingår i familjen knäppare.
Släktet innehåller bara arten Pseudanostirus globicollis.

## Bildgalleri

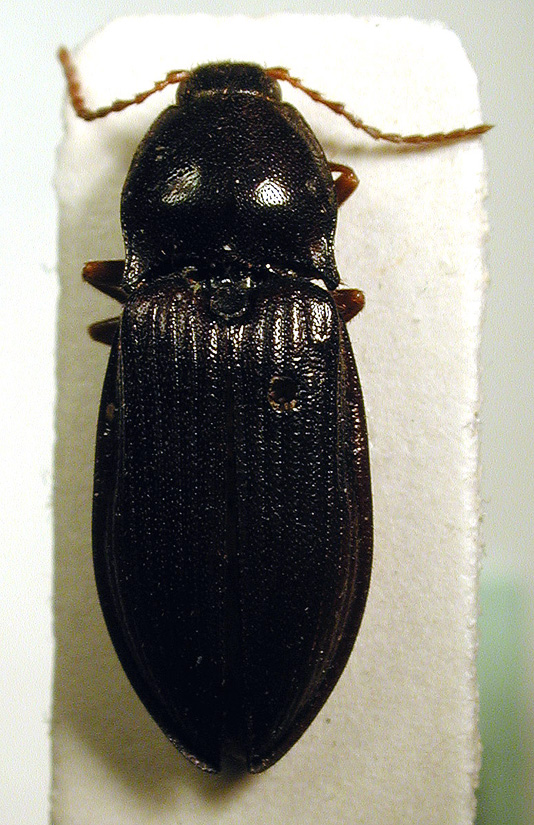